# 孤子分布
孤子分布是一种出现于抹除码理论中的离散概率分布。卢比的论文提出了两种形式的分布，分别是理想孤子分布和鲁棒孤子分布。

## 理想分布
理想孤子分布是在整数上的概率分布，从1至N，其中N是分布中的唯一参数。概率质量函数由下式给出：
{\displaystyle p(1)={\frac {1}{N}},}
{\displaystyle p(k)={\frac {1}{k(k-1)}}\qquad (k=2,3,\dots ,N).\,}

## 鲁棒分布
该分布的鲁棒形式为向理想孤子分布质量函数的元素中添加一组额外的值，然后标准化，使其之和为1。额外的一组值t根据一个额外的实数参数δ（解释为失败概率）和一个整数参数M（M<N）来定义。定义R=N/M。然后加到p(i)后、在最终标准化之前的值为
{\displaystyle t(i)={\frac {1}{iM}},\qquad \qquad (i=1,2,\dots ,M-1),\,}
{\displaystyle t(i)={\frac {\ln(R/\delta )}{M}},\qquad (i=M),\,}
{\displaystyle t(i)=0,\qquad \qquad (i=M+1,\dots ,N).\,}
理想孤子分布的众数（或峰值）为1，而鲁棒分布中的额外成分会使M处出现另一个峰值。